# Carlos Botto Vallarino
Carlos Botto Vallarino (nacido en Viña del Mar, 4 de noviembre de 1923 - Santiago, 27 de junio de 2004) fue un pianista, profesor y compositor chileno, Premio Nacional de Artes 1996.

## Biografía
Fue hijo de Ángel Botto y de Aída Vallarino. Cursó las enseñanzas preparatoria y de humanidades en el Seminario San Rafael de Valparaíso. Más tarde, inició sus estudios de piano con la maestra Odelia Malfatti. Ingresó en 1948 al Conservatorio Nacional de Música, donde tuvo como profesores a Herminia Raccagni (piano), Gustavo Becerra, Domingo Santa Cruz y Juan Orrego Salas en composición.
En 1955, la Facultad de Ciencias y Artes Musicales de la Universidad de Chile le concedió los grados de licenciado en interpretación superior con mención en piano y de licenciado en composición musical, los que obtuvo con distinción máxima (nota 7). Becado al año siguiente por la fundación Guggenheim, realizó estudios de postgrado con Luigi Dallapiccola, en Nueva York.
Entre sus cargos de carácter administrativo se cuentan los siguientes: redactor de programas del Instituto de Extensión de la Universidad de Chile (1954-1958 y 1972-1973); director del Conservatorio Nacional de Música (1961 - 1968). También fue presidente de las Juventudes Musicales de Chile (1961-1974).
Ejerció docencia en su especialidad tanto en la Universidad de Chile como en la Escuela Moderna de Música y en el Instituto Interamericano de Educación Musical de la OEA (Organización de los Estados Americanos), dictando clases de Piano y Armonía.
Su trayectoria profesional estuvo marcada por una sucesión ininterrumpida de distinciones. En los Festivales de Música Chilena (organizados por el ya citado Instituto de Extensión de la Universidad de Chile), fue acreedor de una mención honrosa en 1950 y tres veces consecutivas del primer premio y premio de honor (entre 1952 y 1956). Obtuvo en 1960 el premio de la fundación Olga Cohen de Peni.
Sin embargo, el galardón más importante que recibió fue el Premio Nacional de Arte, mención Música, versión 1996, el 26 de septiembre de ese año.